# Darina Mišurová
Darina Mišurová (* 25. září 1981, Banská Bystrica) je slovenská basketbalová reprezentantka, účastnice Mistrovství Evropy 2011.
Ve svém současném působišti - BK Nymburk hraje na pozici rozehrávačky a křídelnice. Na ME působila právě jako rozehrávačka a oblékala dres s číslem 5.

## Předchozí kluby
- Banská Bytrica
- USK Praha
- Sparta Praha

```
BK Kara Trutnov
Sokol Hradec Králové
```

## Reprezentace

### Mistrovství Evropy 2011
Jelikož měla Mišurová neshody s předchozím vedením reprezentace, tak ME 2011 bylo jejím prvním seniorským "vystoupením".